# Ossaea rubrinervis
Ossaea rubrinervis är en tvåhjärtbladig växtart som beskrevs av Ignatz Urban och Erik Leonard Ekman. Ossaea rubrinervis ingår i släktet Ossaea och familjen Melastomataceae. Inga underarter finns listade i Catalogue of Life.